# Lâu đài Vlašim
Lâu đài Vlašim (tiếng Séc: Zámek Vlašim) là một lâu đài mang phong cách Phục hưng, tọa lạc ở thị trấn Vlašim, thuộc huyện Benešov, vùng Trung Bohemia, Cộng hòa Séc. Xung quanh lâu đài là một công viên kiểu Anh có từ thế kỷ 18. Bảo tàng Podblanicka hiện đang đặt trụ sở ở lâu đài Vlašim để tổ chức các cuộc triển lãm về lịch sử của lâu đài và công viên.

## Lịch sử
Ban đầu, trên khu đất này từng có một lâu đài kiểu Gothic được xây dựng vào đầu thế kỷ 14 (có thể là năm 1303). Lâu đài Vlašim được xây dựng lại theo phong cách Phục hưng vào khoảng năm 1600. Các hoàng tử của gia tộc Auersperg sinh sống ở đây từ thế kỷ 19 cho đến năm 1945. Sau trận hỏa hoạn năm 1992, lâu đài được sửa chữa và tái thiết lại nhiều lần. Đợt trùng tu lâu đài gần nhất diễn ra vào năm 2005.

## Công viên
Công viên kiểu Anh ở khu vực xung quanh lâu đài có từ năm 1775. Công viên có diện tích lên đến 70 ha. Hiện nay, nơi đây thường được dùng làm nơi tổ chức các cuộc triển lãm. Ngoài ra, cổng Vlašim nằm trong công viên này đã trở thành một trong những biểu tượng du lịch của thị trấn.

## Hình ảnh

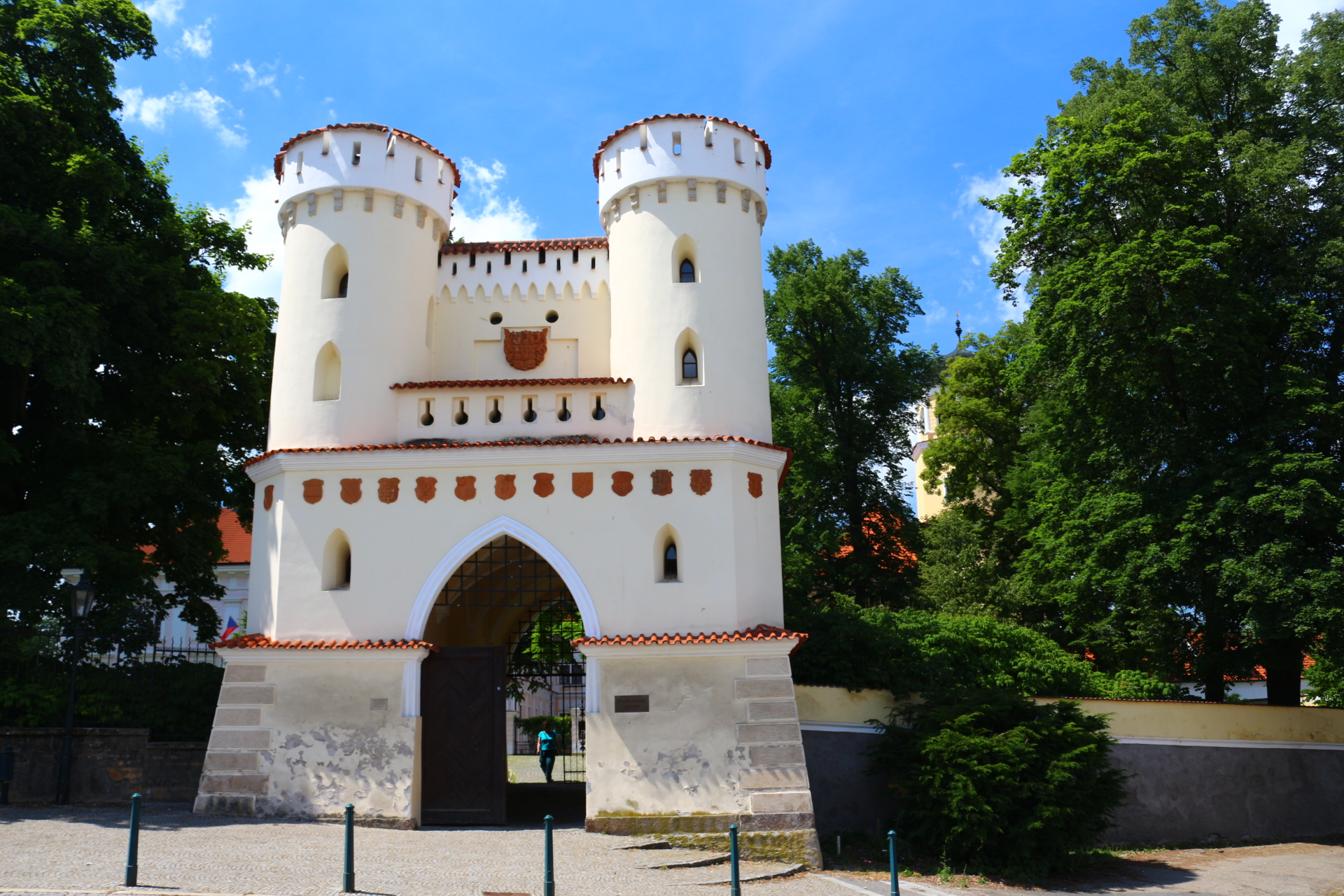
Cổng Vlašim
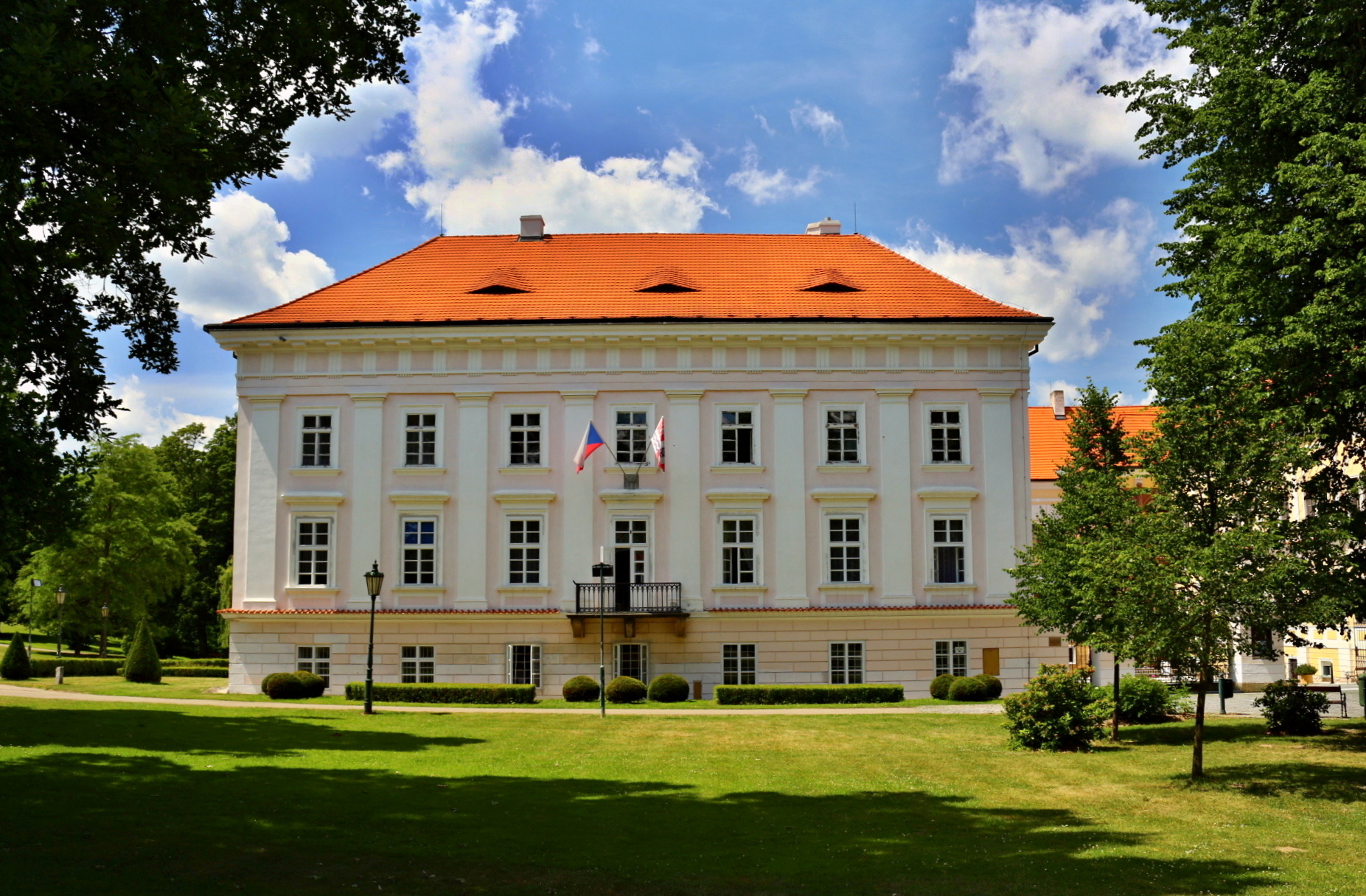
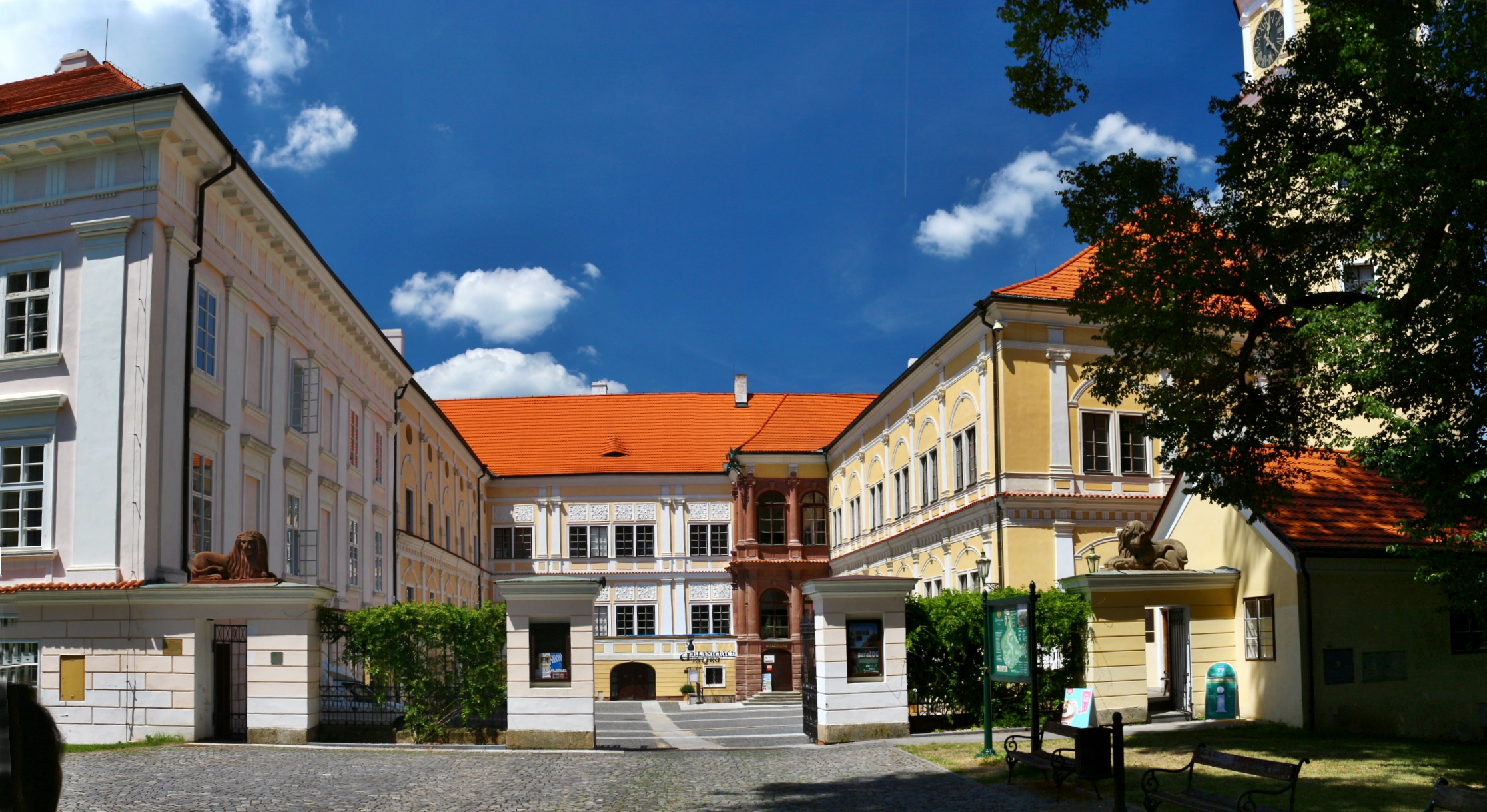
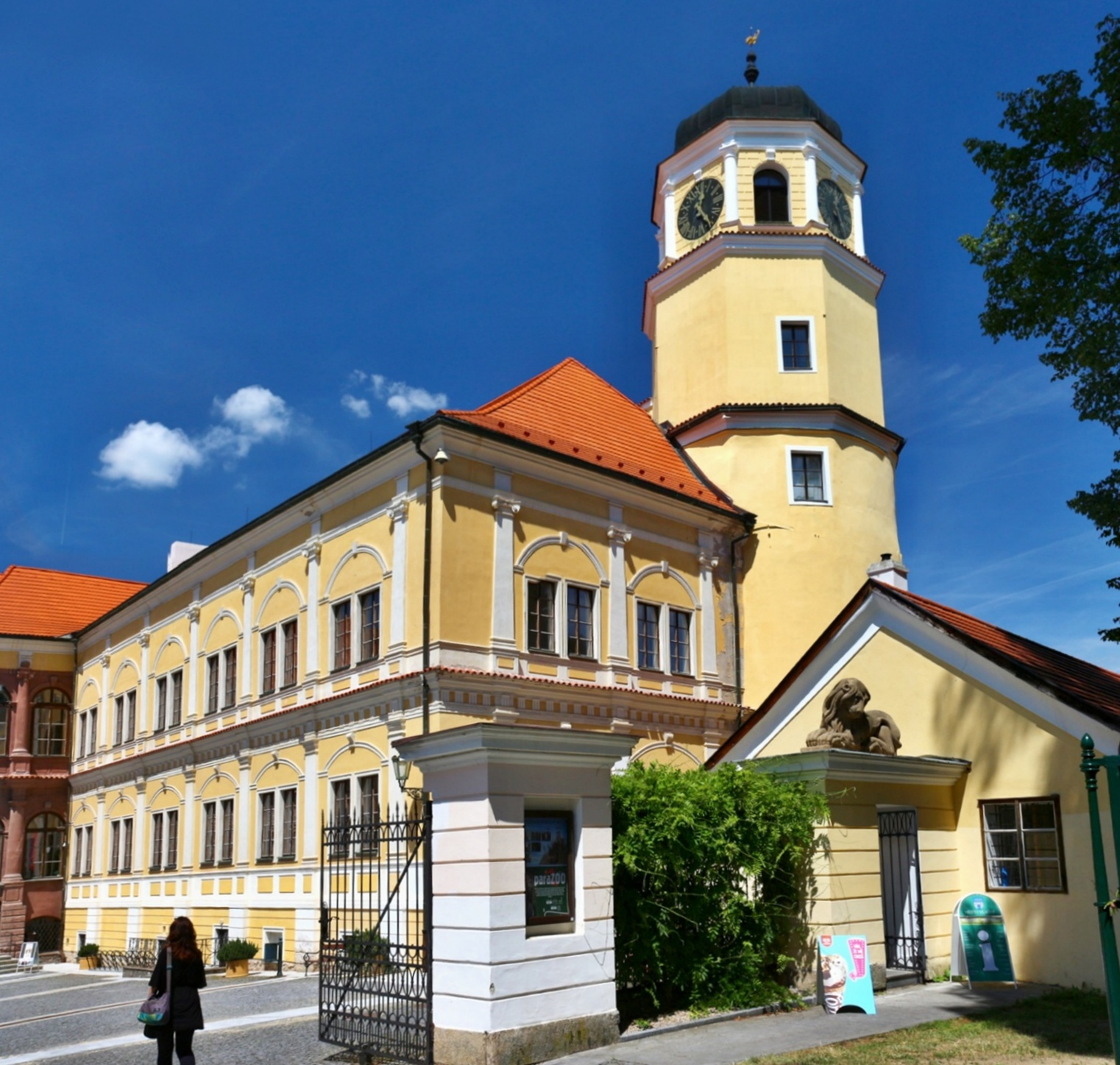